# Xenolumpenus longipterus
Xenolumpenus longipterus és una espècie de peix de la família dels estiquèids i l'única del gènere Xenolumpenus.

## Descripció
- La femella fa 11,48 cm de llargària màxima.
- 52-54 vèrtebres.
- 46-48 espines a l'aleta dorsal.
- 2 espines i 30 radis tous a l'aleta anal.
- 11 radis i 1-2 taques negres i grans a l'aleta pectoral.
- Aletes pèlviques amb els radis allargats i no ramificats.
- Presenta una taca rodona i negra a l'aleta caudal.[2][3]

## Reproducció
Hom creu que té lloc a la tardor.

## Hàbitat i distribució geogràfica
És un peix marí, bentopelàgic (entre 167 i 300 m de fondària) i de clima temperat, el qual viu al Pacífic nord-occidental: les costes de la mar del Japó a l'illa de Hokkaido (el Japó).

## Observacions
És inofensiu per als humans.